# 阿妈吉尊白玛
《阿妈吉尊白玛》（藏語：ཨ་མ་རྗེ་བཙུན་པད་མ།）又名《阿妈啦》（藏語：ཨ་མ་ལགས།），是一首流亡藏人创作的赞颂第十四世达赖喇嘛之妹、教育家、社会活动家吉尊白玛的藏语歌曲，寄调台湾歌手周传雄的《黄昏》。从2006年开始在藏区通过地下渠道广为流传。歌词表现的是流亡儿童的感恩之情。